# JS Kabylie

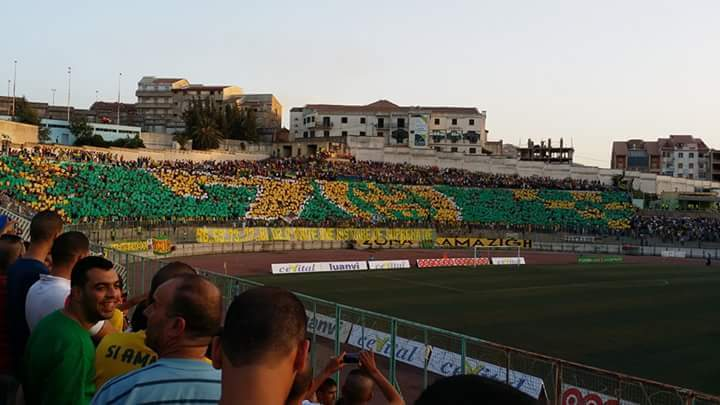
Stade du 1er Novembre 1954 (Tizi Ouzou).

El Jeunesse Sportive de Kabylie (en cabilio: Ilmezyen inaddalen n leqbayel, en español: Deportivo Juvenil de la Cabilia) conocido comúnmente como JS Kabylie o JSK, es un club de fútbol profesional de Tizi Ouzou en Argelia y representa étnicamente al pueblo Cabilio. Su estadio es Estadio Hocine-Aït-Ahmed.
El club tiene su origen en el Rapide Club de Tizi-Ouzou de 1929, pero no fue hasta 1946 que fue fundado de forma oficial. Entre 1974 y 1977 fue conocido como Jamiat Sari' Kawkabi y Jeunesse électronique de Tizi-Ouzou entre 1977 y 1989. Mantiene una gran rivalidad con el MC Alger, que son los dos clubes más laureados de Argelia, con quien disputa el Clásico argelino.

## Palmarés

### Competición nacionales (21)
| Algerian competitions                 | Titles | Runners-up                                                                                                  |
| ------------------------------------- | --- | --- |
|                                       | | |
| Algerian Ligue Professionnelle 1 (14) | 1972–73, 1973–74, 1976–77, 1979–80, 1981–82, 1982–83, 1984–85, 1985–86, 1988–89, 1989–90, 1994–95, 2003–04, 2005–06, 2007–08 (record) | 1977–78, 1978–79, 1980–81, 1987–88, 1998–99, 2001–02, 2004–05, 2006–07, 2008–09, 2013–14, 2018–19 , 2021–22 |
| Algerian Cup (5)                      | 1976–77, 1985–86, 1991–92, 1993–94, 2010–11                                                                                           | 1978–79, 1990–91, 1998–99, 2003–04, 2013–14, 2017–18                                                        |
| Algerian League Cup (1)               | 2021 (shared-record) | |
| Algerian Super Cup (1)                | 1992 | 1994, 1995, 2006                                                                                            |

### Conpeticíon international
| African competitions         | Titles                    | Runners-up |
| ---------------------------- | ------------------------- | ---------- |
| CAF Champions League (2)     | 1981, 1990                |            |
| African Cup Winners' Cup (1) | 1995                      |            |
| CAF Cup (3)                  | 2000, 2001, 2002 (record) |            |
| CAF Confederation Cup        |                           | 2021       |
| CAF Super Cup                |                           | 1996       |

| African Trophies            | Titles | Runners-up |
| --------------------------- | ------ | ---------- |
| African Super Cup (1)       | 1982   |            |
| Maghreb champions clubs cup |        | 1974       |

Tournaments & Trophies
- Trophy of champions (Argelia)

Winners: 1973
- International trophy of Palma Mallorca (España)

Third : 1977
- Tournament Indoor of Paris Bercy (Francia)

Third : 1984
- Tripartite tournament of Dakar (Senegal)

Winners : 1985
- Tournament la Presse of Tunis (Túnez)

Third : 1986
- Arab champion clubs cup (Arabia Saudí y Marruecos)

Third : 1987, 1989 and 1994
- North African champion clubs cup (Magreb)

Third : 2008

## Estadísticas

### Jugadores con más partidos
| Jugadores              | Ãnos      | Liga | Copa | África | Otros | Total |
| Salah Larbès           | 1971–1987 | +400 |      | 32     | 4     | 500   |
| Mouloud Iboud          | 1970–1984 | 424  | 20   | 22     | 4     | 470   |
| Mohand Chérif Hannachi | 1969–1983 | +300 |      | 4      | 4     | +300  |
| Rabah Menguelti        | 1970–1985 | +300 |      | 26     | 4     | +300  |
| Rachid Baris           | 1972–1985 | +300 |      | 26     | 4     | +300  |
| Dahmane Haffaf         | 1977–1993 | +300 |      | 50     | 13    | +300  |
| Mourad Amara           | 1977–1992 | +300 |      | 46     | 12    | +300  |
| Abdelhamid Sadmi       | 1978–1994 | +300 |      | 44     | 17    | +300  |
| Kamel Abdesselam       | 1978–1991 | +300 |      | 34     | 12    | +300  |
| Rachid Adghigh         | 1980–1992 | +300 |      | 40     | 12    | +300  |

### Máximos goleadores
| Jugadores         | Ãnos                | Liga | Copa | África | Otros | Total |
| Nacer Bouiche     | 1983–1990           | 113  | 13   | 11     |       | 137   |
| Tarek Hadj Adlane | 1991–1996           | 70   | 10   | 9      | 5     | 94    |
| Arezki Kouffi     | 1965–1975           | +78  |      |        |       | +78   |
| Mourad Derridj    | 1967–1976           | +70  |      |        |       | +70   |
| Djamel Menad      | 1981–1987 1994–1996 | +39  | +13  | 8      | 1     | +70   |
| Hamid Berguiga    | 2001–2006           | 51   | 6    | 8      |       | 65    |
| Lyes Bahbouh      | 1977–1988           | +30  |      |        |       | +58   |
| Mokrane Baïleche  | 1974–1981           | +30  | +6   | 1      |       | +50   |
| Mourad Aït Tahar  | 1987–1994 1997–1999 | 35   | 8    | 4      |       | 47    |
| Ali Belahcène     | 1977–1988           | +20  |      |        |       | +43   |

### Jugadores más exitosos
| Jugadores        | Años      | Liga | Copa | África | Otros | Total |
| Dahmane Haffaf   | 1977–1993 | 7    | 2    | 3      | 1     | 13    |
| Abdelhamid Sadmi | 1978–1994 | 7    | 3    | 3      |       | 13    |
| Salah Larbès     | 1971–1987 | 8    | 2    | 2      |       | 12    |
| Rachid Adghigh   | 1980–1992 | 6    | 2    | 3      | 1     | 12    |
| Mourad Amara     | 1977–1992 | 7    | 2    | 3      |       | 12    |
| Kamel Abdesselam | 1978–1991 | 7    | 1    | 3      |       | 11    |
| Rachid Adane     | 1983–1997 | 5    | 3    | 2      | 1     | 11    |
| Rabah Menguelti  | 1970–1985 | 7    | 1    | 2      |       | 10    |
| Kamel Aouis      | 1972–1985 | 7    | 1    | 2      |       | 10    |
| Rachid Baris     | 1972–1985 | 7    | 1    | 2      |       | 10    |

1. 1 2 3  Los nombres en negrita significan jugadores en actividades.
2. ↑  Include games played in CAF competitions.
3. ↑  Incluido partidos en la Copa del Magreb, la Copa Árabe, la Copa de la Liga, la Supercopa de Argelia y la Copa Mundial de Clubes de la FIFA.
4. ↑  Incluido goles en competiciones CAF.
5. ↑  Incluido goles en la Copa del Magreb, la Copa Árabe, la Copa de la Liga, la Supercopa de Argelia y la Copa Mundial de Clubes de la FIFA.
6. ↑  Incluido títulos ganados en competiciones CAF.
7. ↑  Incluido títulos ganados en la Copa del Magreb, la Copa Árabe, la Copa de la Liga, la Supercopa de Argelia y la Copa Mundial de Clubes de la FIFA.

## Escudos
| JS Kabylie escudos     |
| \| \| \| Desde 2018 \| |
|                        |
| Desde 2018             |